# Solfara San Giovanni
La solfara San Giovanni o miniera San Giovanni  è stata una miniera di zolfo sita in provincia di Enna nei pressi del comune di Calascibetta.
La solfara fu aperta dopo 1880, oggi è inattiva.